# Демонстративное потребление
Демонстрати́вное потребление (также показно́е, прести́жное, ста́тусное потребле́ние (status consumption), «показу́ха», «понты́» — расточительные траты на товары или услуги с преимущественной целью продемонстрировать собственное богатство/статус.
С точки зрения демонстративного потребителя такое поведение служит средством достижения или поддержки определённого социального статуса. 
Демонстративное потребление — одно из центральных понятий теории моды. В разговорном английском языке также используется фраза «keeping up with the Joneses» («быть не хуже нормальных людей», дословно «идти вровень с Джонсами»), в русском — «как у людей».

## История и эволюция термина

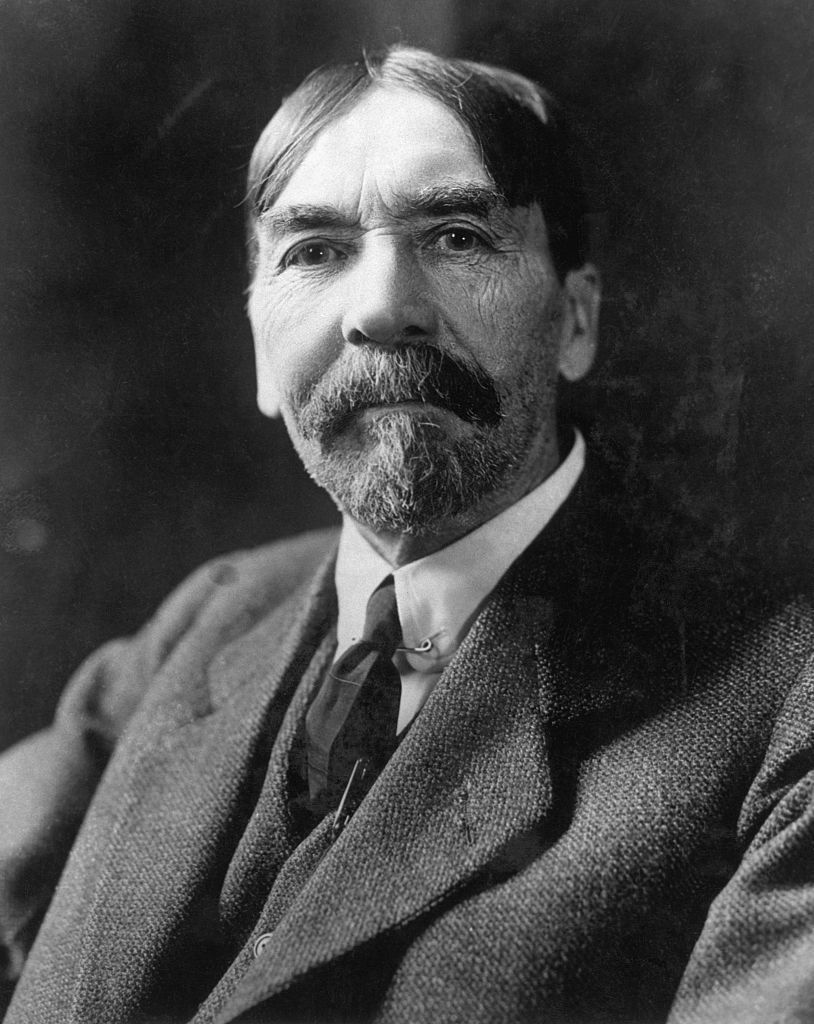
Веблен Торстейн, социолог и экономист

Термин «демонстративное потребление» был введён экономистом и социологом Торстейном Вебленом в его книге «Теория праздного класса». Веблен полагал, что индивидами постоянно движет соперничество, они находятся в состоянии постоянного сравнения своего стиля потребления со стилем потребления других, определяя через потребление свое положение в обществе и положение окружающих. При этом он отмечает, что цели благоприятного завистнического сравнения себя с другими индивидами служит только «демонстративное потребление».
Веблен использовал этот термин для описания особенностей поведения нуворишей — класса, выделившегося в XIX веке в результате накопления капитала во время второй промышленной революции. В этом контексте применение термина сужалось до членов высшего класса, которые использовали своё огромное богатство для декларации их социальной власти, реальной или мнимой.
В результате существенного повышения уровня жизни в XX веке и появления среднего класса термин демонстративное потребление стал применяться более широко: им характеризовали отдельных людей и семьи, у которых в основе модели потребления было приобретение товаров не для использования по прямому назначению, а большей частью для демонстрации собственного статуса. 
В 1920-х годах ряд экономистов, например, Поль Нистрём (англ. Paul Nystrom), теоретически предсказали, что с приходом индустриальной эпохи изменения в стиле жизни будут приводить к распространению в массах философии тщетности и, как следствие, к повышению «модного» потребления. Таким образом, понятие «демонстративное потребление» стало ассоциироваться с зависимостями, нарциссизмом, потребительством, стремлением к мгновенному удовольствию и гедонизмом.
Несмотря на то, что демонстративное потребление традиционно считалось чем-то, свойственным, в основном, состоятельным людям, последние исследования экономистов Кервина Кофи Чарльза, Эрика Хёрста и Николая Русанова (англ. Kerwin Kofi Charles, Erik Hurst, Nikolai Roussanov) показали, что демонстративное потребление больше распространено в развивающихся экономиках среди групп относительно бедных людей. Демонстрация дорогих вещей в подобных группах, члены которых воспринимаются обществом как бедные, служит средством борьбы с впечатлением о низком достатке.
Вышедшая в 1998 году книга «Мой сосед — миллионер» (The Millionaire Next Door) также ставит под сомнение традиционный взгляд на демонстративное потребление, отмечая, что наиболее богатые американцы довольно бережливы и ведут скромный образ жизни.

### Демонстративное потребление и жильё
В 1950-х годах в США возникла тенденция к приобретению больших домов, при этом средний размер дома за 50 лет практически удвоился (см. Американский образ жизни), этот тренд был сопоставим с ростом приобретений мощных «внедорожников», также часто считаемых символом демонстративного потребления. Люди приобретали огромные дома, расплачиваясь за большой размер уменьшением придомовой территории, отсутствием возможности накапливать пенсионные средства и существенно увеличившимся временем пути от дома до работы, вплоть до нескольких часов. Такие большие дома также потенциально приводили к росту других форм потребления за счёт появления дополнительного места для хранения автомобилей, одежды и других товаров.

## Концепции демонстративного потребления

### Постмодернистский подход
Активно размышлял над проблемой общества потребления и, в том числе, демонстративного потребления философ Жан Бодрийяр. Он видел в качестве причины возникновения последнего то, что благодаря ряду произошедших в обществе существенных изменений, наступлению эпохи постмодерна, функция потребления как способа удовлетворения насущных потребностей стала отодвигаться на второй план, а на передний вышло потребление как способ коммуникации между людьми. Кроме того, Бодрийяр понимал потребление как манипуляцию знаками и символами, так как в условиях постмодернистского общества изменение в способе не только потребления, но и производства (а для него всё это — части одного целого, общества потребления) привело к тому, что демонстративное потребление стало способом коммуникации между людьми, всецело заняло собой сферу социальных взаимодействий. Человек, потребляя те или иные товары в таком обществе, на самом деле приобретает некие символы, которые передают информацию о нём окружающим.
Демонстративное потребление выступает не только как способ коммуникации с другими людьми, но и как средство формирования человеком собственной идентичности. Благодаря изменению в имидже различных вещей-символов человек изо дня в день может менять свой образ в глазах окружающих, которые в оценке его могут руководствоваться, например, брендами тех товаров, которыми он пользуется.
Демонстративность потребления в обществе постмодерна, его трансформацию в процесс потребления символов и коммуникации посредством метафор подтверждает и то, что его стили и то, какие товары потребляют те или иные люди, пропускаются через различного рода социальные фильтры: потребление одних товаров говорит о богатстве человека, других — об образованности и др.

### Теория игри общества как театра
Другая группа философов определяет демонстративное потребление как компонент современного общества-театральной игры. Люди, по мнению ряда учёных, в процессе социализации усваивают различные модели поведения, которые они затем «отыгрывают» в нужных условиях. Потребление тех или иных товаров выступает в данном случае закономерным продолжением такой игры, выстраивая образ потребителя на «сцене». Например, такой философ как Ильин писал, что именно те или иные «спектакли», играющиеся обществом в зависимости от «декораций» (тех или иных событий), обуславливают поведение потребителей, которые потребляют ровно то, что предписано им «сценарием» такого рода ситуаций.

## Социальные и экономические эффекты
Поскольку социоэкономический статус (социально-создаваемый эффект от богатства и дохода) относится к позиционным благам, «запас» которых фиксирован, то любое демонстративное потребление приводит к отрицательным экстерналиям, то есть имеет негативные последствия для третьих лиц. В действительности, демонстративное потребление может быть рассмотрено как естественная плата за редкость социоэкономического статуса. Минимизация экономических потерь за счёт ограничения расточительного потребления является важным аргументом в защиту налогов на роскошь и других корректирующих мер. Вот аргументы, приведённые Джоном Стюартом Миллем:

Налоги на роскошь имеют определённые особенности, играющие в их пользу. Во-первых, они никогда не могут… коснуться тех, чей доход целиком уходит на товары первой необходимости; в то же время они существенно затрагивают тех, кто вместо приобретения товаров первой необходимости тратит средства на собственные прихоти. Во-вторых, в некоторых случаях они действуют как… единственная полезная разновидность законов о потреблении (англ. sumptuary law). Я отрицаю любой аскетизм, и ни в коем случае не желаю наблюдать отказ, будь то по закону или по убеждению, от любого предмета роскоши (при условии, что доход и [социальные] обязательства человека позволяют ему сделать такую покупку), приобретение которого проистекает из подлинного стремления к обладанию и наслаждению этой вещью самой по себе; но существенная часть расходов высшего и среднего классов во многих странах обусловлена общественным мнением, говорящим, что от них ожидаются определённые приобретения, подобающие их рангу; и я не могу не думать, что подобного рода расходы являются наиболее желательным объектом налогообложения. Если налоги приведут к отказу от таких покупок, это хорошо, а если нет — тоже ничего страшного; ведь, если налоги собираются с предметов, приобретённых по изложенным выше мотивам, то никому от этого не хуже. Когда вещь приобретается не для использования, а из-за её стоимости, к дешевизне не стремятся. Как отмечает Сисмонди, следствием удешевления «предметов тщеславия» является не то, что расходы на подобные вещи сокращаются, а то, что покупатели заменяют подешевевшую вещь на другую более дорогую или на такую же, но более высокого качества; и, поскольку прежнее более низкое качество отвечало цели тщеславия одинаково хорошо, когда вещь стоила одинаково дорого, то налог на этот предмет на самом деле никто не платит: это создание общественного дохода, от которого никто не в убытке.

## Другие аспекты
Дик Мейер (англ. Dick Meyer) из CBS News охарактеризовал демонстративное потребление как антисоциальное поведение, обусловленное отчуждением, вызванным анонимностью и разрывом коммунитарных связей, и назвал демонстративное потребление «агрессивной показухой» (англ. aggressive ostentation).

## Сдерживание демонстративного потребления
Экономист Роберт Фрэнк (англ. Robert H. Frank) предложил[когда?] отменить подоходный налог и, вместо него, ввести прогрессивный налог на сумму ежегодных расходов, что должно привести к снижению демонстративного потребления. (также, налог на роскошь)